# Uhličitan vápenatý
Uhličitan vápenatý (CaCO3) je bílá krystalická látka, používá se v potravinářství (E170), v potravinových doplňcích jako zdroj vápníku a jako hnojivo. Krystalické modifikace použité v infoboxu jsou shodné s mřížkami minerálů pro kalcit (1. modifikace), aragonit (2. modifikace) a vaterit (3. modifikace).
V přírodě se vyskytuje ve formě vápence. Termickým rozkladem (zahříváním) se uhličitan vápenatý rozkládá za vzniku oxidu vápenatého a oxidu uhličitého:
CaCO3 → CaO + CO2
Popsaný proces probíhá ve vápenkách a bývá označován jako pálení vápna. Pro oxid vápenatý se užívá i název pálené vápno a pro hydroxid vápenatý, který vzniká jeho reakcí s vodou se užívá označení vápno hašené. Hydroxid vápenatý, který je málo rozpustný ve vodě (a jeho rozpustnost ve vodě s rostoucí teplotou na rozdíl od většiny pevných látek klesá) se ve směsi s pískem a vodou používá ve stavebnictví ke spojování cihel a nazývá se malta. Při tuhnutí malty dochází k reakci hydroxidu vápenatého s oxidem uhličitým přítomným ve vzduchu. Dochází ke vzniku uhličitanu vápenatého:
Ca(OH)2 + CO2 → CaCO3 + H2O
Uhličitan vápenatý je prakticky nerozpustný ve vodě. Pokud je ve vodě protékající přes vápencové skály rozpuštěn oxid uhličitý, dochází k přeměně nerozpustného uhličitanu vápenatého na rozpustný hydrogenuhličitan vápenatý:
CaCO3 + CO2 + H2O → Ca(HCO3)2
Roztok hydrogenuhličitanu po malých kapkách dopadá na skálu a pomalu se z něj odpařuje voda a uvolňuje se oxid uhličitý. Při poklesu koncentrace oxidu uhličitého v roztoku dochází k rozkladu hydrogenuhličitanu zpět na uhličitan – reakce probíhá tedy v opačném směru a dochází ke vzniku krápníků:
Ca(HCO3)2 → CaCO3 + CO2 + H2O
Hydrogenuhličitan vápenatý a hořečnatý způsobují přechodnou tvrdost vody. Tu lze na rozdíl od tvrdosti trvalé (působena sírany obou prvků) odstranit varem. Hydrogenuhličitany se rozkládají a přecházejí na uhličitany.
Je součástí schránek některých živočichů.
Vyskytuje se v následujících nerostech a horninách:
- aragonit
- kalcit
- křída
- vápenec
- mramor
- travertin
- vaterit